# Nieuw-Zeeland op de Olympische Zomerspelen 2008
Nieuw-Zeeland nam deel aan de Olympische Zomerspelen 2008 in Peking, China. Nieuw-Zeeland debuteerde op de Zomerspelen in 1920 en deed in 2008 voor de 21e keer mee. Er werden negen medailles gewonnen; het hoogste aantal sinds de Spelen van 1992.

## Medailleoverzicht
| Sport       | Olympiër                                           | Discipline                    | Medaille |
| ----------- | -------------------------------------------------- | ----------------------------- | -------- |
| Atletiek    | Valerie Vili                                       | kogelstoten (v)               | Goud     |
| Roeien      | Caroline Evers-Swindell Georgina Evers-Swindell    | dubbel-twee (v)               | Goud     |
| Zeilen      | Tom Ashley                                         | windsurfen (m)                | Goud     |
| Atletiek    | Nicholas Willis *                                  | 1500m (m)                     | Zilver   |
| Wielersport | Hayden Roulston                                    | individuele achtervolging (m) | Zilver   |
| Roeien      | Mahe Drysdale                                      | skiff (m)                     | Brons    |
| Roeien      | George Bridgewater Nathan Twaddle                  | twee-zonder (m)               | Brons    |
| Triatlon    | Bevan Docherty                                     | mannen                        | Brons    |
| Wielersport | Hayden Roulston Sam Bewley Westley Gough Marc Ryan | ploegenachtervolging (m)      | Brons    |

* Willis eindigde in eerste instantie op de derde plaats, maar doordat de winnaar op het gebruik van doping werd betrapt, schoof hij door naar de tweede plaats.

## Deelnemers en resultaten

### Atletiek
| Olympiër           | Discipline       | Resultaat          | Prestatie |
| ------------------ | ---------------- | ------------------ | --- |
| James Dolphin      | 200m (m)         | 38e                | serie 8: 6de in 20,98 |
| Nicholas Willis    | 800m (m)         | DNS                | serie 4: niet gestart |
| Nicholas Willis    | 1500m (m)        | Zilver             | serie 1: 2de in 3.36,01 halve finale 2: 5de in 3.37,54 finale: 2de in 3.34,16 |
| Adrian Blincoe     | 5000m (m)        | 27e                | serie 2: 7de in 13.55,27 |
| Stuart Farquhar    | speerwerpen (m)  | kwalificatie (20e) | kwalificatie groep B: 9de met 76,14m |
|                    |                  |                    | |
| Kimberley Smith    | 10000m (v)       | 7e                 | 30.51,00 |
| Nina Rillstone     | marathon (v)     | 16e                | 2:31.16 |
| Liza Hunter-Galvan | marathon (v)     | 35e                | 2:34.51 |
| Valerie Vili       | kogelstoten (v)  | Goud               | kwalificatie groep A: 1ste met 19,73m finale: 1ste met 20,56m |
| Beatrice Faumuina  | discuswerpen (v) | 28e                | kwalificatie groep B: 12de met 57,15m |
| Rebecca Wardell    | zevenkamp (v)    | 21e                | 100m horden: 31ste in 14,07 hoogspringen: 30ste met 1,71m kogelstoten: 9de met 14,28m 200m: 18de in 24,64 verspringen: 30ste met 5,84m speerwerpen: 21ste met 42,14m 800m: 11de in 2.13,65 totaal: 5989 punten |

### Badminton
| Olympiër                   | Discipline     | Resultaat | Prestatie                                               |
| -------------------------- | -------------- | --------- | ------------------------------------------------------- |
| John Moody                 | enkelspel (m)  | 17e       | 1ste ronde: vrij 2de ronde: V van CHN Chen: 9-21, 11-21 |
| Craig Cooper Renee Flavell | dubbelspel (g) | 9e        | 1ste ronde: V van KOR Lee/Lee: 12-21, 11-21             |

### Basketbal
| Olympiër | Discipline | Resultaat | Prestatie |
| --- | ---------- | --------- | --- |
| Suzie Bates Claire Bodensteiner Micaela Cocks Jillian Harmon Aneka Kerr Angela Marino Jessica McCormack Kate McMeeken-Ruscoe Charmian Purcell Natalie Purcell Lisa Wallbutton Noni Wharemate | vrouwen    | 10e       | groep B: 5de W van Mali: 76-72 V van Spanje: 62-85 V van China: 63-80 V van Tsjechië: 59-90 V van Verenigde Staten: 60-96 |

| Groep B |                  |             |             |             |        |        |        |        |
| #       | Land             | Wedstrijden | Wedstrijden | Wedstrijden | Punten | Punten | Punten | Punten |
| #       | Land             | G           | W           | V           | V      | T      | Saldo  | Punten |
| 1       | Verenigde Staten | 5           | 5           | 0           | 491    | 276    | +215   | 10     |
| 2       | China            | 5           | 4           | 1           | 358    | 346    | +12    | 9      |
| 3       | Spanje           | 5           | 3           | 2           | 357    | 324    | +33    | 8      |
| 4       | Tsjechië         | 5           | 2           | 3           | 346    | 356    | -10    | 7      |
| 5       | Nieuw-Zeeland    | 5           | 1           | 4           | 320    | 423    | -103   | 6      |
| 6       | Mali             | 5           | 0           | 5           | 255    | 402    | -147   | 5      |

| Ronde       | Datum  | Plaats        | Land  | Score            | Land |
| ----------- | ------ | ------------- | ----- | ---------------- | ---- |
| Groepsfase  |        |               |       |                  |      |
| 9 augustus  | Peking | Mali          | 72-76 | Nieuw-Zeeland    |      |
| 11 augustus | Peking | Nieuw-Zeeland | 62-85 | Spanje           |      |
| 13 augustus | Peking | China         | 80-63 | Nieuw-Zeeland    |      |
| 15 augustus | Peking | Tsjechië      | 90-59 | Nieuw-Zeeland    |      |
| 17 augustus | Peking | Nieuw-Zeeland | 60-96 | Verenigde Staten |      |

### Gewichtheffen
| Olympiër         | Discipline | Resultaat | Prestatie                                                        |
| ---------------- | ---------- | --------- | ---------------------------------------------------------------- |
| Mark Spooner     | -69kg (m)  | 21e       | trekken: 26ste met 123 kg stoten: 19de met 158 kg totaal: 281 kg |
| Richie Patterson | -77kg (m)  | 21e       | trekken: 25ste met 130 kg stoten: 18de met 170 kg totaal: 300 kg |

### Hockey

#### Mannen
| Olympiër | Discipline | Resultaat | Prestatie |
| --- | ---------- | --------- | --- |
| Ryan Archibald Gareth Brooks Phillip Burrows Simon Child Benjamin Collier Dean Couzins Steven Edwards Casey Henwood Blair Hopping David Kosoof Shea McAleese James Nation Kyle Pontifex Bradley Shaw Hayden Shaw Paul Woolford | mannen     | 7e        | groep A:: 4de W van Zuid-Korea: 3-1 V van Spanje: 0-1 W van België: 4-2 G van China: 2-2 V van Duitsland: 1-3 7-8ste plek: V van Pakistan: 2-4 |

| Groep A |               |             |             |             |             |            |            |            |        |
| #       | Land          | Wedstrijden | Wedstrijden | Wedstrijden | Wedstrijden | Doelpunten | Doelpunten | Doelpunten | Punten |
| #       | Land          | G           | W           | G           | V           | V          | T          | Saldo      | Punten |
| 1       | Spanje        | 5           | 4           | 1           | 0           | 9          | 5          | +4         | 12     |
| 2       | Duitsland     | 5           | 3           | 2           | 0           | 12         | 6          | +6         | 11     |
| 3       | Zuid-Korea    | 5           | 2           | 1           | 2           | 13         | 11         | +2         | 7      |
| 4       | Nieuw-Zeeland | 5           | 2           | 1           | 2           | 10         | 9          | +1         | 7      |
| 5       | België        | 5           | 1           | 1           | 3           | 9          | 13         | -4         | 4      |
| 6       | China         | 5           | 0           | 1           | 4           | 7          | 16         | -9         | 1      |

| Ronde       | Datum  | Plaats        | Land | Score         | Land |
| ----------- | ------ | ------------- | ---- | ------------- | ---- |
| Groepsfase  |        |               |      |               |      |
| 11 augustus | Peking | Zuid-Korea    | 1-3  | Nieuw-Zeeland |      |
| 13 augustus | Peking | Nieuw-Zeeland | 0-1  | Spanje        |      |
| 15 augustus | Peking | België        | 2-4  | Nieuw-Zeeland |      |
| 17 augustus | Peking | Nieuw-Zeeland | 2-2  | China         |      |
| 19 augustus | Peking | Duitsland     | 3-1  | Nieuw-Zeeland |      |
| 7-8ste plek |        |               |      |               |      |
| 23 augustus | Peking | Nieuw-Zeeland | 4-2  | Pakistan      |      |

#### Vrouwen
| Olympiër | Discipline | Resultaat | Prestatie |
| --- | ---------- | --------- | --- |
| Stacey Carr Jaimee Claxton Tara Drysdale Gemma Flynn Krystal Forgesson Joanne Galletly Sheree Horvath Lizzy Igasan Beth Jurgeleit Emily Naylor Kimberley Noakes Caryn Paewai Niniwa Roberts Kate Saunders Kayla Sharland Anita Wawatai | vrouwen    | 12e       | groep B:: 6de V van Japan: 1-2 V van Duitsland: 1-2 V van Groot-Brittannië: 1-2 V van Verenigde Staten: 1-4 V van Argentinië: 2-3 11de-12de plek: V van Zuid-Afrika: 1-4 |

| Groep B |                  |             |             |             |             |            |            |            |        |
| #       | Land             | Wedstrijden | Wedstrijden | Wedstrijden | Wedstrijden | Doelpunten | Doelpunten | Doelpunten | Punten |
| #       | Land             | G           | W           | G           | V           | V          | T          | Saldo      | Punten |
| 1       | Duitsland        | 5           | 4           | 0           | 1           | 12         | 8          | +4         | 12     |
| 2       | Argentinië       | 5           | 3           | 2           | 0           | 13         | 7          | +6         | 11     |
| 3       | Groot-Brittannië | 5           | 2           | 2           | 1           | 7          | 9          | -2         | 8      |
| 4       | Verenigde Staten | 5           | 1           | 3           | 1           | 9          | 8          | +1         | 6      |
| 5       | Japan            | 5           | 1           | 1           | 3           | 5          | 7          | -2         | 4      |
| 6       | Nieuw-Zeeland    | 5           | 0           | 0           | 5           | 6          | 13         | -7         | 0      |

| Ronde        | Datum  | Plaats        | Land | Score            | Land |
| ------------ | ------ | ------------- | ---- | ---------------- | ---- |
| Groepsfase   |        |               |      |                  |      |
| 18 augustus  | Peking | Japan         | 2-1  | Nieuw-Zeeland    |      |
| 18 augustus  | Peking | Duitsland     | 2-1  | Nieuw-Zeeland    |      |
| 14 augustus  | Peking | Nieuw-Zeeland | 1-2  | Groot-Brittannië |      |
| 14 augustus  | Peking | Nieuw-Zeeland | 1-4  | Verenigde Staten |      |
| 18 augustus  | Peking | Argentinië    | 3-2  | Nieuw-Zeeland    |      |
| 11-12de plek |        |               |      |                  |      |
| 20 augustus  | Peking | Zuid-Afrika   | 4-1  | Nieuw-Zeeland    |      |

### Kanovaren
| Olympiër                    | Discipline    | Resultaat | Prestatie                                                                          |
| Slalom                      | Slalom        | Slalom    | Slalom                                                                             |
| --------------------------- | ------------- | --------- | ---------------------------------------------------------------------------------- |
| Luuka Jones                 | K-1 (v)       | 21e       | voorronde: 21ste run 1: 20ste met 162,35 run 2: 20ste met 110,01                   |
| Sprint                      |               |           |                                                                                    |
| Steven Ferguson             | K-1 500m (m)  | 8e        | serie 1: 4de in 1.37,538 halve finale 2: 1ste in 1.42,238 finale: 8ste in 1.38,512 |
| Ben Fouhy                   | K-1 1000m (m) | 4e        | serie 2: 3de in 3.33,037 halve finale 1: 2de in 3.33,542 finale: 4de in 3.29,193   |
| Steven Ferguson Mike Walker | K-2 1000m (m) | 5e        | serie 2: 4de in 3.19,167 halve finale: 2de in 3.23,511 finale: 5de in 3.15,329     |
|                             |               |           |                                                                                    |
| Erin Taylor                 | K-1 500m (v)  | 13e       | serie 3: 6de in 1.52,517 halve finale 2: 5de in 1.54,300                           |

### Paardensport
| Olympiër                                                             | Discipline  | Resultaat | Prestatie |
| Eventing                                                             | Eventing    | Eventing  | Eventing |
| -------------------------------------------------------------------- | ----------- | --------- | --- |
| Joe Meyer met Snip                                                   | individueel | 24e       | dressuur: 19de met 43,90 strafpunten cross-country: 21ste met 21,2 strafpunten springconcours: 24ste met 37 strafpunten totaal: 102,10 strafpunten                                                       |
| Andrew Nicholson met Lord Killinghurst                               | individueel | DNF       | dressuur: 21ste met 44,60 strafpunten |
| Caroline Powell met Lenamore                                         | individueel | 14e       | dressuur: 26ste met 48,00 strafpunten cross-country: 22ste met 21,2 strafpunten springconcours: 14de met 9 strafpunten totaal: 73,20 strafpunten                                                         |
| Mark Todd met Gandalf                                                | individueel | 17e       | dressuur: 30ste met 49,40 strafpunten cross-country: 31ste met 27,2 strafpunten springconcours: 12de met 4 strafpunten totaal: 77,60 strafpunten                                                         |
| Heelan Tompkins met Sugoi                                            | individueel | 50e       | dressuur: 49ste met 55,60 strafpunten cross-country: 53ste met 75,2 strafpunten springconcours: 48ste met 8 strafpunten totaal: 138,80 strafpunten                                                       |
| Joe Meyer Andrew Nicholson Caroline Powell Mark Todd Heelan Tompkins | team)       | 5e        | dressuur: 6de met 136,50 strafpunten cross-country: 5de met 69,6 strafpunten springconcours: 8ste met 30 strafpunten totaal: 240,90 strafpunten                                                          |
| Springconcours                                                       |             |           | |
| Bruce Goodin met Yamato                                              | individueel | 54e       | kwalificatie: 54ste 1ste ronde: 60ste met 14 strafpunten 2de ronde: 34ste met 12 strafpunten totaal: 26 strafpunten                                                                                      |
| Katie McVean met Forest                                              | individueel | 71e       | kwalificatie: 71ste 1ste ronde: 71ste met 42 strafpunten 2de ronde: 65ste met 45 strafpunten totaal: 87 strafpunten                                                                                      |
| Kirk Webby met Sitah                                                 | individueel | 33e       | kwalificatie: 30ste 1ste ronde: 26ste met 4 strafpunten 2de ronde: 21ste met 8 strafpunten 3de ronde: 29ste met 12 strafpunten totaal: 24 strafpunten finale: 30ste 1ste ronde: 33ste met 24 strafpunten |
| Sharn Wordley met Rockville                                          | individueel | 70e       | kwalificatie: 70ste 1ste ronde: 69ste met 47 strafpunten 2de ronde: 57ste met 25 strafpunten totaal: 72 strafpunten                                                                                      |
| Bruce Goodin Katie McVean Kirk Webby Sharn Wordley                   | team)       | 12e       | 1ste ronde: 12de met 45 strafpunten |

### Voetbal
| Olympiër                                           | Discipline             | Resultaat | Prestatie |
| -------------------------------------------------- | ---------------------- | --------- | --- |
| Mahe Drysdale                                      | skiff (m)              | Brons     | serie 2: 1ste in 7.28,80 kwartfinale 4: 1ste in 6.50,18 halve finale 2: 3de in 7.05,57 finale: 3de in 7.01,56  |
| Peter Taylor Storm Uru                             | lichte dubbel-twee (m) | 7e        | serie 4:1ste in 6.16,78 halve finale 2: 4de in 6.30,53 finale B: 1ste in 6.27,14                               |
| Nathan Cohen Robert Waddell                        | dubbel-twee (m)        | 4e        | serie 1: 1ste in 6.24,32 halve finale 1: 3de in 6.24,16 finale: 4de in 6.30,79                                 |
| George Bridgewater Nathan Twaddle                  | twee-zonder (m)        | Brons     | serie 3: 1ste in 6.41,65 halve finale 1: 2de in 6.36,05 finale: 3de in 6.44,19                                 |
| Hamish Bond James Dallinger Carl Meyer Eric Murray | vier-zonder (m)        | 7e        | serie 2: 2de in 6.00,73 halve finale 1: 4de in 5.57,31 finale B: 1ste in 6.06,30                               |
|                                                    |                        |           | |
| Emma Twigg                                         | skiff (v)              | 9e        | serie 2: 1ste in 7.45,12 kwartfinale 4: 3de in 7.34,24 halve finale 2: 4de in 7.38,09 finale B: 3de in 7.51,63 |
| Nicky Coles Juliette Haigh                         | twee-zonder (v)        | 5e        | serie 1: 2de in 7.31,45 herkansingen: 1ste in 7.32,64 finale: 5de in 7.28,80                                   |
| Caroline Evers-Swindell Georgina Evers-Swindell    | dubbel-twee (v)        | Goud      | serie 1: 1ste in 7.03,92 finale: 1ste in 7.07,32                                                               |

### Schietsport
| Olympiër       | Discipline             | Resultaat | Prestatie                                               |
| -------------- | ---------------------- | --------- | ------------------------------------------------------- |
| Robbie Eastham | 50m geweer liggend (m) | 14e       | kwalificatie: 14de met 595 punten (99-100-100-99-98-98) |
| Yang Wang      | 10m luchtpistool (m)   | 39e       | kwalificatie: 39ste met 571 punten (96-93-94-97-97-94)  |
| Graeme Ede     | trap (m)               | 20e       | kwalificatie: 20ste met 114 punten (21-24-20-25-24)     |
| Graeme Ede     | dubbeltrap (m)         | 18e       | kwalificatie: 18de met 113 punten (38-40-35)            |
|                |                        |           |                                                         |
| Nadine Stanton | trap (v)               | 10e       | kwalificatie: 10de met 63 punten (19-22-22)             |

### Synchroonzwemmen
| Olympiër                  | Discipline | Resultaat | Prestatie                                                                                           |
| ------------------------- | ---------- | --------- | --------------------------------------------------------------------------------------------------- |
| Lisa Daniels Nina Daniels | duet       | 23e       | 81.167 punten: technische oefening: 23ste met 40.750 punten vrije oefening: 23ste met 40.417 punten |

### Taekwondo
| Olympiër       | Discipline | Resultaat | Prestatie                                                                                      |
| -------------- | ---------- | --------- | ---------------------------------------------------------------------------------------------- |
| Logan Campbell | -68kg (m)  | 11e       | voorronde: V van TPE Sung: 0-4                                                                 |
| Matthew Beach  | -80kg (m)  | 10e       | voorronde: V van CHN Liu: 1-4                                                                  |
|                |            |           |                                                                                                |
| Robyn Cheong   | -57kg (v)  | 7e        | voorronde:' W van CIV Bah: 1-0 kwartfinale: V van KOR Lim: 1-4 herkansingen: V van TPE Su: 0-1 |

### Tennis
| Olympiër        | Discipline    | Resultaat | Prestatie                                   |
| --------------- | ------------- | --------- | ------------------------------------------- |
| Marina Erakovic | enkelspel (v) | 33e       | 1ste ronde: V van JPN Morita: 7-5, 6-7, 4-6 |

### Triatlon
| Olympiër          | Discipline | Resultaat | Prestatie  |
| ----------------- | ---------- | --------- | ---------- |
| Bevan Docherty    | mannen     | Brons     | 1:49.05,39 |
| Kris Gemmell      | mannen     | 39e       | 1:53.49,47 |
| Shane Reed        | mannen     | 34e       | 1:52.48,16 |
|                   |            |           |            |
| Andrea Hewitt     | vrouwen    | 8e        | 2:00.45,99 |
| Debbie Tanner     | vrouwen    | 10e       | 2:01.06,92 |
| Samantha Warriner | vrouwen    | 16e       | 2:02.13,60 |

### Voetbal

#### Mannen
| Olympiër | Discipline | Resultaat | Prestatie                                                            |
| --- | ---------- | --------- | -------------------------------------------------------------------- |
| Michael Boxall Jeremy Brockie Daniel Ellensohn Simon Elliott Craig Henderson Ian Hogg Samuel Jenkins Chris Killen Liam Little Samuel Messam Ryan Nelsen Steven Old Jack Pelter Cole Peverley Aaron Scott Jacob Spoonley Cole Tinkler Shaun Van Rooyen | mannen     | 14e       | groep C:: 4de G van China: 1-1 V van Brazilië: 0-5 V van België: 0-1 |

| Groep C |               |             |             |             |             |            |            |            |        |
| #       | Land          | Wedstrijden | Wedstrijden | Wedstrijden | Wedstrijden | Doelpunten | Doelpunten | Doelpunten | Punten |
| #       | Land          | G           | W           | G           | V           | V          | T          | Saldo      | Punten |
| 1       | Brazilië      | 3           | 3           | 0           | 0           | 9          | 0          | +9         | 9      |
| 2       | België        | 3           | 2           | 0           | 1           | 3          | 1          | +2         | 6      |
| 3       | China         | 3           | 0           | 1           | 2           | 1          | 6          | -5         | 1      |
| 4       | Nieuw-Zeeland | 3           | 0           | 1           | 2           | 1          | 7          | -6         | 1      |

| Ronde       | Datum    | Plaats        | Land | Score         | Land |
| ----------- | -------- | ------------- | ---- | ------------- | ---- |
| Groepsfase  |          |               |      |               |      |
| 7 augustus  | Shenyang | China         | 1-1  | Nieuw-Zeeland |      |
| 10 augustus | Shenyang | Nieuw-Zeeland | 0-5  | Brazilië      |      |
| 13 augustus | Shanghai | Nieuw-Zeeland | 0-1  | België        |      |

#### Vrouwen
| Olympiër | Discipline | Resultaat | Prestatie                                                                       |
| --- | ---------- | --------- | ------------------------------------------------------------------------------- |
| Jenny Bindon Abby Erceg Anna Green Amber Hearn Kristy Hill Rachel Howard Katie Hoyle Emma Kete Renee Leota Emily McColl Hayley Moorwood Marlies Oostdam Ria Percival Ali Riley Merissa Smith Rebecca Smith Rebecca Tegg Kirsty Yallop | vrouwen    | 10e       | groep G:: 4de G van Japan: 2-2 V van Noorwegen: 0-1 V van Verenigde Staten: 0-4 |

| Groep G |                  |             |             |             |             |            |            |            |        |
| #       | Land             | Wedstrijden | Wedstrijden | Wedstrijden | Wedstrijden | Doelpunten | Doelpunten | Doelpunten | Punten |
| #       | Land             | G           | W           | G           | V           | V          | T          | Saldo      | Punten |
| 1       | Verenigde Staten | 3           | 2           | 0           | 1           | 5          | 2          | +3         | 6      |
| 2       | Noorwegen        | 3           | 2           | 0           | 1           | 4          | 5          | -1         | 6      |
| 3       | Japan            | 3           | 1           | 1           | 1           | 7          | 4          | +3         | 4      |
| 4       | Nieuw-Zeeland    | 3           | 0           | 1           | 2           | 2          | 7          | -5         | 1      |

| Ronde       | Datum       | Plaats           | Land | Score         | Land |
| ----------- | ----------- | ---------------- | ---- | ------------- | ---- |
| Groepsfase  |             |                  |      |               |      |
| 6 augustus  | Qinhuangdao | Japan            | 2-2  | Nieuw-Zeeland |      |
| 9 augustus  | Qinhuangdao | Nieuw-Zeeland    | 0-1  | Noorwegen     |      |
| 12 augustus | Shenyang    | Verenigde Staten | 4-0  | Nieuw-Zeeland |      |

### Wielersport
| Olympiër                                                         | Discipline                    | Resultaat | Prestatie                                                                                                   |
| Baan                                                             | Baan                          | Baan      | Baan |
| ---------------------------------------------------------------- | ----------------------------- | --------- | --- |
| Hayden Roulston                                                  | individuele achtervolging (m) | Zilver    | kwalificatie: 2de in 4.18,997 halve finale: W van USA Phinney: 4.19,232 finale: V van GBR Wiggins: 4.19,611 |
| Greg Henderson                                                   | puntenkoers (m)               | 10e       | 13 punten                                                                                                   |
| Greg Henderson Hayden Roulston                                   | ploegkoers (m)                | 10e       | 5 punten |
| Hayden Roulston Sam Bewley Wesley Gough Marc Ryan Jesse Sergeant | ploegenachtervolging (m)      | Brons     | kwalificatie: 2de in 3.59,277 halve finale: 3de in 3.57,536 bronzen finale: W van Australië: 3.57,776       |
|                                                                  |                               |           | |
| Alison Shanks                                                    | individuele achtervolging (v) | 4e        | kwalificatie: 4de in 3.34,312 halve finale: 4de in 3.34,478 bronzen finale: V van UKR Kalitovska: 3.34,156  |
| Catherine Cheatley                                               | puntenkoers (v)               | 17e       | 0 punten |
| BMX                                                              |                               |           | |
| Marc Willers                                                     | mannen                        | 16e       | plaatsingsronde: 17de in 36,519 kwartfinale 1: 2de met 9 punten halve finale 1: 8ste met 23 punten          |
|                                                                  |                               |           | |
| Sarah Walker                                                     | vrouwen                       | 4e        | plaatsingsronde: 4de in 37,187 halve finale 1: 2de met 6 punten finale: 4de in 38.805                       |
| Mountainbike                                                     |                               |           | |
| Kashi Leuchs                                                     | mannen                        | 24e       | 2:06.30 |
|                                                                  |                               |           | |
| Rosara Joseph                                                    | vrouwen                       | 9e        | 1:51.07 |
| Weg                                                              |                               |           | |
| Julian Dean                                                      | wegwedstrijd (m)              | 54e       | 6:34.06 |
| Glen Chadwick                                                    | wegwedstrijd (m)              | 91e       | 6:39.42 |
| Tim Gudsell                                                      | wegwedstrijd (m)              | DNF       | opgave |
|                                                                  |                               |           | |
| Joanne Kiesanowski                                               | wegwedstrijd (v)              | 28e       | 3:33.17 |
| Catherine Cheatley                                               | wegwedstrijd (v)              | 53e       | 3:41.08 |

### Zeilen
| Olympiër                   | Discipline       | Resultaat | Prestatie                                |
| -------------------------- | ---------------- | --------- | ---------------------------------------- |
| Tom Ashley                 | RS:X (m)         | Goud      | 52 punten: (4-7-7-1-5-5-3-6-8-32-6)      |
| Andrew Murdoch             | laser (m)        | 5e        | 81 punten: (2-5-40-20-24-5-5-17-1-2)     |
| Peter Burling Carl Evans   | 470 (m)          | 11e       | 110 punten: (7-10-14-12-X-10-22-12-1-7)  |
| Hamis Pepper Carl Williams | star (m)         | 9e        | 80 punten: (4-9-2-11-1-12-11-13-5-11-14) |
|                            |                  |           |                                          |
| Barbara Kendall            | RS:X (v)         | 6e        | 75 punten: (12-7-12-4-2-4-3-6-13-21-12)  |
| Jo Aleh                    | Laser radial (v) | 7e        | 90 punten: (22-4-2-2-2-14-14-14-20-14)   |
|                            |                  |           |                                          |
| Dan Slater                 | finn             | 12e       | 76 punten: (21-19-18-4-9-7-13-6)</small< |

### Zwemmen
| Olympiër                                                            | Discipline            | Resultaat | Prestatie                                                                     |
| ------------------------------------------------------------------- | --------------------- | --------- | ----------------------------------------------------------------------------- |
| Glenn Snyders                                                       | 100m schoolslag (m)   | 20e       | serie 8: 7de in 1.00,98                                                       |
| Glenn Snyders                                                       | 200m schoolslag (m)   | 16e       | serie 4: 2de in 2.11,19 halve finale 1: 8ste in 2.12,07                       |
| Moss Burmester                                                      | 100m vlinderslag (m)  | 32e       | serie 6: 6de in 52,67                                                         |
| Corney Swanepoel                                                    | 100m vlinderslag (m)  | 12e       | serie 8: 2de in 51,78 (NR) halve finale 2: 6de in 52,01                       |
| Moss Burmester                                                      | 200m vlinderslag (m)  | 4e        | serie 4: 3de in 1.55,80 halve finale 1: 4de in 1.55,26 finale: 4de in 1.54,35 |
| Dean Kent                                                           | 200m wisselslag (m)   | 121e      | serie 5: 7de in 2.01,12                                                       |
| William Benson Orinoco Faamausili-Banse Cameron Gibson Mark Herring | 4x100m vrije slag (m) | 11e       | serie 1: 6de in 3.15,41                                                       |
| Cameron Gibson Glenn Snyders Corney Swanepoel Daniel Bell           | 4x100m wisselslag (m) | 5e        | serie 2: 3de in 3.34,09 finale: 5de in 3.33,39                                |
|                                                                     |                       |           |                                                                               |
| Elizabeth Coster                                                    | 100m rugslag (v)      | 16e       | serie 7: 4de in 1.00,66 halve finale 2: 8ste in 1.01,45                       |
| Melissa Ingram                                                      | 100m rugslag (v)      | 20e       | serie 4: 2de in 1.01,24                                                       |
| Melissa Ingram                                                      | 200m rugslag (v)      | 11e       | serie 4: 3de in 2.09,34 halve finale 1: 6de in 2.09,70                        |
| Helen Norfolk                                                       | 200m wisselslag (v)   | 18e       | serie 5: 6de in 2.13,50                                                       |
| Helen Norfolk                                                       | 400m wisselslag (v)   | 24e       | serie 3: 8ste in 4.44,22                                                      |
| Helen Norfolk Lauren Boyle Natasha Hind Hayley Palmer               | 4x200 vrije slag (v)  | DSQ       | serie 2: gediskwalificeerd                                                    |

Afghanistan · Albanië · Algerije · Amerikaanse Maagdeneilanden · Amerikaans-Samoa · Andorra · Angola · Antigua en Barbuda · Argentinië · Armenië · Aruba · Australië · Azerbeidzjan · Bahama's · Bahrein · Bangladesh · Barbados · België · Belize · Benin · Bermuda · Bhutan · Bolivia · Bosnië en Herzegovina · Botswana · Brazilië · Britse Maagdeneilanden · Bulgarije · Burkina Faso · Burundi · Cambodja · Canada · Centraal-Afrikaanse Republiek · Chili · China · Chinees Taipei · Colombia · Comoren · Congo-Brazzaville · Congo-Kinshasa · Cookeilanden · Costa Rica · Cuba · Cyprus · Denemarken · Djibouti · Dominica · Dominicaanse Republiek · Duitsland · Ecuador · Egypte · El Salvador · Equatoriaal-Guinea · Eritrea · Estland · Ethiopië · Fiji · Filipijnen · Finland · Frankrijk · Gabon · Gambia · Georgië · Ghana · Grenada · Griekenland · Groot-Brittannië · Guam · Guatemala · Guinee · Guinee‑Bissau · Guyana · Haïti · Honduras · Hongarije · Hongkong · Ierland · IJsland · India · Indonesië · Irak · Iran · Israël · Italië · Ivoorkust · Jamaica · Japan · Jemen · Jordanië · Kaaimaneilanden · Kaapverdië · Kameroen · Kazachstan · Kenia · Kirgizië · Kiribati · Koeweit · Kroatië · Laos · Lesotho · Letland · Libanon · Liberia · Libië · Liechtenstein · Litouwen · Luxemburg · Macedonië · Madagaskar · Malawi · Malediven · Maleisië · Mali · Malta · Marshalleilanden · Marokko · Mauritanië · Mauritius · Mexico · Micronesië · Moldavië · Monaco · Mongolië · Montenegro · Mozambique · Myanmar · Namibië · Nauru · Nederland · Nederlandse Antillen · Nepal · Nicaragua · Nieuw-Zeeland · Niger · Nigeria · Noord-Korea · Noorwegen · Oeganda · Oekraïne · Oezbekistan · Oman · Oostenrijk · Oost‑Timor · Pakistan · Palau · Palestina · Panama · Papoea-Nieuw-Guinea · Paraguay · Peru · Polen · Portugal · Puerto Rico · Qatar · Roemenië · Rusland · Rwanda · Saint Kitts en Nevis · Saint Lucia · Saint Vincent en Grenadines · Salomonseilanden · Samoa · San Marino · Sao Tomé en Principe · Saoedi-Arabië · Senegal · Servië · Seychellen · Sierra Leone · Singapore · Slovenië · Slowakije · Soedan · Somalië · Spanje · Sri Lanka · Suriname · Swaziland · Syrië · Tadzjikistan · Tanzania · Thailand · Togo · Tonga · Trinidad en Tobago · Tsjaad · Tsjechië · Tunesië · Turkije · Turkmenistan · Tuvalu · Uruguay · Vanuatu · Venezuela · Verenigde Arabische Emiraten · Verenigde Staten · Vietnam · Wit-Rusland · Zambia · Zimbabwe · Zuid-Afrika · Zuid-Korea · Zweden · Zwitserland
Uitgesloten van deelname: Brunei